# Trần Chí Công
Trần Chí Công là cầu thủ bóng đá của Câu lạc bộ bóng đá Đồng Tâm Long An. Vị trí sở trường của anh là hậu vệ. Là một trong những cầu thủ tiêu biểu của bóng đá Việt Nam được chọn vào đội tuyển năm 2008.

## Sự nghiệp cầu thủ
Trần Chí Công được đào tạo để trở thành một chuyên gia đánh chặn (trung vệ dập, người chơi ngay phía sau tiền vệ phòng ngự và trước mặt trung vệ thòng), những ngày còn ở đội trẻ, rồi lên đội 1 Cần Thơ anh ghi được 4 bàn thắng.
Bước tiến lớn trong sự nghiệp khi anh chuyển sang thi đấu cho Becamex Bình Dương vào năm 2009. Ở đây, anh được thi đấu trong môi trường bóng đá đỉnh cao nhất của bóng đá Việt Nam tại V-League 1 cũng như AFC Cup ra sân hơn 58 trận và ghi được 10 bàn thắng.
Hiện tại anh đang khoác áo Đồng Tâm Long An theo một hợp đồng ký từng năm..

## Sự nghiệp Quốc tế
Anh được gọi vào thi đấu cho Đội tuyển bóng đá Việt Nam với 5 lần. Lần đầu tiên vào năm 2008, trong hai trận đấu giao hữu của Đội tuyển bóng đá Việt Nam với Myanmar và Turkmenistan nhưng Đội tuyển bóng đá Việt Nam đều thất bại với cùng tỷ số 2-3.
Đến vòng loại World Cup 2014, anh cũng được huấn luyện viên trưởng Hoàng Văn Phúc triệu tập lần thứ hai thi đấu hai trận ở vòng 2. Đội tuyển bóng đá Việt Nam khi đó giành chiến thắng 1-0 trên Sân vận động Quốc gia Mỹ Đình và thất thủ 0-3 trên sân khách bởi Qatar.
Ngày 7 tháng 10 năm 2012, Đội tuyển bóng đá Việt Nam thi đấu giao hữu với Đội tuyển Nhật Bản, trong trận đó trung vệ Trần Chí Công phải lĩnh thẻ đỏ. Lần tiếp theo, trung vệ người Cần Thơ thi đấu trong trận giao hữu với Đội tuyển Hồng Kông khi đó Đội tuyển bóng đá Việt Nam giành chiến thắng với tỷ số 2-1 trên sân khách.
Lần gần đây, trong trận giao hữu với Triều Tiên, anh thi đấu vững chắc giúp Đội tuyển bóng đá Việt Nam cầm hòa với tỷ số 1-1.
Như vậy, tính tới nay, anh ra sân trong màu áo đội tuyển Quốc gia 7 lần, nhận 4 thẻ vàng, 1 thẻ đỏ và chưa ghi bàn nào.

## Danh hiệu
Becamex Bình Dương
- V-League 1: 2014
- Siêu cúp bóng đá Việt Nam: 2008